# Streptoprocne
A Streptoprocne a madarak osztályának a sarlósfecske-alakúak (Apodiformes) rendjébe és a  sarlósfecskefélék (Apodidae) családjába tartozó nem.

## Rendszerezésük
A nemet Harry Church Oberholser amerikai ornitológus írta le 1906-ban, az alábbi 5 faj tartozik ide:
- vöröstorkú sarlósfecske (Streptoprocne rutila)
- Phelps-sarlósfecske (Streptoprocne phelpsi)
- örvös sarlósfecske (Streptoprocne zonaris)
- szemellenzős sarlósfecske (Streptoprocne biscutata)
- nyakörves sarlósfecske (Streptoprocne semicollaris)

## Előfordulásuk
Mexikó, a Karib-térség, Közép-Amerika és Dél-Amerika területén honosak. Természetes élőhelyeik az erdők, füves puszták és cserjések. Vonuló fajok

## Megjelenésük
A legkisebb faj testhossza 13 centiméter, a legnagyobb 22 centiméter.